# Isosaari (ö i Finland, Birkaland, Tammerfors, lat 61,43, long 24,89)
Isosaari är en ö i Finland. Den ligger i sjön Uurajärvi och i kommunen Pälkäne i den ekonomiska regionen Tammerfors och landskapet Birkaland, i den södra delen av landet, 140 km norr om huvudstaden Helsingfors. Öns area är 1,3 hektar och dess största längd är 180 meter i sydöst-nordvästlig riktning.